# Stemacteur
Een stemacteur (soms ook stemartiest) is een persoon die zijn stem leent aan personages in audiovisuele media of voice-overwerk verricht. Hij spreekt bijvoorbeeld radioreclameboodschappen in, geeft commentaar bij documentaires of spreekt de stemmen van tekenfilmfiguren in.
Een wereldberoemde stemacteur is Mel Blanc, die zijn stem leende aan de cartoonhelden Bugs Bunny en Woody Woodpecker. Een zeer bekende stemacteur uit de 21e eeuw is Nolan North, die vooral stemmen inspreekt voor computerspellen. Hij leende zijn stem onder andere aan Deadpool, Nathan Drake en Desmond Miles.

## Stemacteren
Bij de ontwikkeling van een teken- of animatiefilm worden de (originele) stemacteurs gevraagd om een personage in te spreken voordat deze wordt uitgetekend. De animators zorgen er daarna voor dat de bewegingen en het acteren van het personage passen bij de ingesproken stem. Dit kan alleen bij de originele versie van een film. Voor andere talen zal er altijd gebruik moeten worden gemaakt van nasynchronisatie, die moet passen op de bewegingen van het personage zijn of haar mond.
Bij motion capture worden naast de stem ook de bewegingen van de acteur in de film verwerkt, zonder de acteur zelf te tonen.

### Voice-over
De voice-over is een stem die het verhaal vertelt, de introductie doet of het commentaar verzorgt in een film, televisieprogramma, reclameboodschap of documentaire. Het belangrijkste verschil met nasynchronisatie is dat de stem niet synchroon hoeft te lopen met de oorspronkelijke stem en dat één voice-overstem gebruikt kan worden om alle oorspronkelijke stemmen te vertalen.

### Computerspellen
Bij het inspreken van computerspellen wordt vaak een combinatie van motion capture en stemacteren gebruikt.
Bekende Engelstalige stemacteurs voor computerspellen zijn:
- Nolan North
- Tara Strong
- Troy Baker
- Stefanie Joosten
- Matthew Mercer
- John DiMaggio
- Claudia Black

### Nasynchroniseren
Het nasynchroniseren (inspreken) van tekenfilms gebeurt ook in het Nederlandse taalgebied al heel lang. Vroeger waren er maar een tiental stemmen die regelmatig gebruikt werden. Bekende stemmen van vroeger zijn die van Ger Smit, Frans van Dusschoten, Paul van Gorcum en Elsje Scherjon, vooral bekend van series als de Bereboot en De Fabeltjeskrant. Ook Maria Lindes en Trudy Libosan (die al deelnam aan de 'hoorspelkern') spreken nog steeds veel stemmen in. Sinds de jaren negentig werden ook steeds vaker 'live-actionfilms' nagesynchroniseerd, die niet of slechts ten dele geanimeerd zijn en waarin de originele acteurs worden nagesynchroniseerd in het Nederlands, zoals de films uit de Harry Potter-reeks, 101 Dalmatiërs, 102 Dalmatiërs en Bratz The Movie.

### Stemregie
Als een stemacteur veel ervaring heeft opgedaan, kan hij de taak van stemregisseur gaan uitvoeren, een speciale discipline in het regisseursvak. Naast de dramaturgische kennis van de film of serie heeft de regisseur de eindredactie over de vertaling, moet hij/zij de beslissing nemen welke tekst definitief wordt ingesproken, en moet hij of zij verstand hebben van het gebruik van de stem, over hoe een stem moet klinken en hoe de tekst goed synchroon kan lopen met het beeld.

## Bekende Engelstalige filmacteurs als stemacteur
- Tim Allen in de Toy Story franchise - Buzz Lightyear
- Will Arnett in The Lego Movie, The Lego Batman Movie en The Lego Movie 2 - Batman, BoJack Horseman - BoJack, Monsters vs. Aliens - The Missing Link, Despicable Me - Mr. Perkins, Ice Age: The Meltdown - Lone Gunslinger Vulture, Ratatouille - Horst, Horton Hears a Who! - Vlad Vladikoff, The Nut Job en The Nut Job 2 - Surly, Teen Titans Go! To the Movies - Slade Wilson / Deathstroke, Chip 'n Dale: Rescue Rangers - Sweet Pete
- Ed Asner in Up - Carl Fredricksen, Gargoyles - Hudson, Spider-Man (1994) - J. Jonah Jameson
- Antonio Banderas in de Shrek franchise - Puss in Boots
- Kristen Bell in Frozen, Frozen II, Ralph Breaks the Internet - Anna, Zootopia - Priscilla, Assassin's Creed franchise - Lucy Stillman, Astro Boy - Cora, Teen Titans Go! To the Movies - Jade
- Jack Black in de Kung Fu Panda franchise - Po, Ice Age - Zeke, Shark Tale - Lenny, Goosebumps - Slappy, The Super Mario Bros. Movie - Bowser
- Albert Brooks in Finding Nemo en Finding Dory - Marlin, Dr. Dolittle - Tiger, The Simpsons Movie - Russ Cargill, The Secret Life of Pets - Tiberius
- Matthew Broderick in The Lion King - Simba, Bee Movie - Adam Flayman, Wonder Park - June's Dad
- Steve Carell in de Despicable Me franchise - Gru, Over the Hedge - Hammy, Horton Hears a Who! - Mayor Ned McDodd
- Jim Carrey in Horton Hears a Who! - Horton, A Christmas Carol - Ebenezer Scroge, Ghost of Christmas Past en Ghost of Christmas Present
- George Clooney in Fantastic Mr. Fox - Mr. Fox
- Bradley Cooper in de MCU-films Guardians of the Galaxy, Guardians of the Galaxy Vol. 2, Avengers: Infinity War, Avengers: Endgame en Guardians of the Galaxy Vol. 3 - Rocket Raccoon
- Sean Connery in Dragonheart - Draco, 007: From Russia with Love - James Bond
- Benedict Cumberbatch in The Grinch - The Grinch, de The Hobbit franchise - Smaug en Sauron, Penguins of Madagascar - Agent Classified, Doctor Strange - Dormammu, What If...? - Doctor Stephen Strange
- Billy Crystal in Monster, Inc. en Monsters University - Mike
- Ellen DeGeneres in Finding Nemo en Finding Dory - Dory, Dr. Dolittle - Prologue Dog
- Johnny Depp in Rango - Rango, Corpse Bride - Victor Van Dort, Sherlock Gnomes - Sherlock Gnomes
- Danny DeVito in Dr. Seuss' The Lorax - The Lorax, Hercules - Phil, Smallfoot - Dorgle
- Cameron Diaz in de Shrek franchise - Princess Fiona
- Vin Diesel in MCU-films Guardians of the Galaxy, Guardians of the Galaxy Vol. 2, Avengers: Infinity War, Avengers: Endgame en Guardians of the Galaxy Vol. 3, I Am Groot en Ralph Breaks the Internet - Groot, The Iron Giant - The Iron Giant
- Jesse Eisenberg in Rio en Rio 2 - Blue
- Dakota Fanning in Coraline - Coraline Jones, Lilo & Stitch 2: Stitch Has a Glitch - Lilo
- Will Ferrell in Megamind - Megamind, Curious George - Ted Shackelford, The Lego Movie - Lord Business
- Michael J. Fox in Stuart Little 1, 2 & 3 - Stuart Little, Atlantis: The Lost Empire - Milo J. Thatch, LEGO Dimensions - Marty McFly
- Jamie Foxx in 'Soul - Joe Gardner, Rio en Rio 2 - Nico
- Josh Gad in Frozen en Frozen II - Olaf, The Angry Birds Movie en The Angry Birds Movie 2 - Chuck, Ice Age: Continental Drift - Louis, Ghostbusters: Afterlife - Muncher
- John Goodman in Monster, Inc. en Monsters University - Sulley, The Emperor's New Groove - Pacha, Bee Movie - Layton T. Mongomery, The Jungle Book 2 - Baloo, The Princess and the Frog - "Big Daddy" La Bouff, Transformers: Age of Extinction en Transformers: The Last Knight - Hound, ParaNorman - Mr. Prenderghast, Curious George 3: Back to the Jungle - Hal Houston, Ratchet & Clank - Grimroth
- Joseph Gordon-Levitt in Treasure Planet - Jim Hawkins, Star Wars: Episode VIII - The Last Jedi - Slowen Lo, Pinocchio - Jiminiy Cricket
- Bill Hader in Cloudy with a Chance of Meatballs en Cloudy with a Chance of Meatballs 2 - Flint Lockwood, Inside Out - Fear, The Angry Birds Movie en The Angry Birds Movie 2 - Leonard, Star Wars franchise - BB-8, Turbo - Guy Gagne, Power Rangers - Alpha 5, Ralph Breaks the Internet - J.P. Spamley
- Mark Hamill in Batman: The Animated Series, Batman: Mask of the Phantasm Batman: Arkham videospellen - Joker, Masters of the Universe - Skeletor, Joseph: King of Dreams - Juda, Star Wars: Episode IX - The Rise of Skywalker - Boolio, The Sandman - Merv Pumpkinhead, Child's Play - Chucky, The Dark Crystal: Age of Resistance - Scientist, The Wild Robot - Thorn
- Tom Hanks in de Toy Story franchise - Woody, The Polar Express - Conductor
- Phil Harris in The Jungle Book - Baloo, The Aristocats - Thomas O'Malley, Robin Hood - Little John
- Anthony Hopkins in The Grinch - Verteller
- Samuel L. Jackson in The Incredibles en Incredibles 2 - Lucius Best / Frozone, Turbo - Whiplash, Star Wars: The Clone Wars - Mace Windu, What If...? - Nick Fury
- Dwayne Johnson in Vaiana - Maui, DC League of Super-Pets - Krypto
- James Earl Jones in de Star Wars franchise - Darth Vader, The Lion King (1994), The Lion King (2019) - Mufasa
- Toby Jones in de Harry Potter franchise - Dobby, Christopher Robin - Owl, What If...? - Arnim Zola, The Adventures of Tintin: The Secret of the Unicorn - Aristides Silk
- Val Kilmer in The Prince of Egypt - Mozes, Planes - Bravo
- Matthew McConaughey in Sing en Sing 2 - Buster Moon, Kubo and the Two Strings - Beetle
- Ewan McGregor in Robots - Rodney Copperbottom, Beauty and the Beast - Lumière, Pinocchio - Sebastian J. Cricket
- Idina Menzel in Frozen, Frozen II, Ralph Breaks the Internet - Elsa
- Bill Murray in Garfield en Garfield: A Tail of Two Kitties - Garfield, The Jungle Book - Baloo, Fantastic Mr. Fox - Clive Badger, Isle of Dogs - Boss
- Eddie Murphy in de Shrek franchise - Donkey, Mulan - Mushu
- Mike Myers in de Shrek franchise - Shrek
- Lupita Nyong'o in The Wild Robot - Roz, The Jungle Book - Raksha, Star Wars-films - Maz Kanata
- Patton Oswalt in Ratatouille - Remy, The Secret Life of Pets 2 - Max, Teen Titans Go! To the Movies - Ray Palmer / Atom, Eternals - Pip the Troll, Gravity Falls - Frans, The Sandman - Matthew the Raven
- Amy Poehler in Inside Out - Joy, Shrek the Third - Snow White, Horton Hears a Who! - Sally O'Malley, Monsters vs. Aliens - Computer, Alvin and the Chipmunks filmreeks - Eleanor
- Chris Pratt in The Lego Movie en The Lego Movie 2 - Emmet, Onward - Barley Lightfoot, The Super Mario Bros. Movie - Mario, The Garfield Movie - Garfield
- John Ratzenberger in Pixar-films o.a. de Toy Story franchise - Hamm, A Bug's Life - P.T. Flea, Monsters, Inc. - Yeti, The Incredibles - Underminer, Cars - Mack
- John C. Reilly in Wreck-It Ralph en Ralph Breaks the Internet - Wreck-It Ralph, Sing - Eddie
- Ryan Reynolds in Pokémon Detective Pikachu in Detective Pikachu, Turbo - Turbo, The Croods en The Croods: A New Age - Guy, Deadpool 2 - Cain Marko / Juggernaut
- Chris Rock in de Madagascar franchise - Marty, Bee Movie - Mooseblood, Dr. Dolittle - Rodney, Artificial Intelligence (A.I.) - Comedian
- Sam Rockwell in The Bad Guys - Mr. Wolf
- Seth Rogen in de Kung Fu Panda franchise - Mantis, Monsters vs. Aliens - B.O.B., The Lion King (2019) - Pumbaa, Paul - Paul, Sausage Party - Frank, Horton Hears a Who! - Morton the Mouse, Chip 'n Dale: Rescue Rangers - Bob the Warrior Viking, The Super Mario Bros. Movie - Donkey Kong, Teenage Mutant Ninja Turtles: Mutant Mayhem - Bebop
- Ray Romano in de Ice Age franchise - Manny
- Adam Sandler in de Hotel Transylvania films - Dracula, Leo - Leo
- Jerry Seinfeld in Bee Movie - Barry B. Benson
- Will Smith in Shark Tale - Oscar, Spies in Disguise - Agent Lance Sterling
- Kiefer Sutherland in The Wild - Samson, Monsters vs. Aliens - General W.R. Monger
- Ben Stiller in de Madagascar franchise - Alex de Leeuw, Megamind - Bernard
- John Travolta in Bolt - Bolt
- Robin Williams in Aladdin, Aladdin and the King of Thieves - Genie, Artificial Intelligence (A.I.) - Dr. Know, Robots - Fender, Happy Feet - Ramon / Lovelace, Night at the Museum: Secret of the Tomb - Garuda
- Ming-Na Wen in Mulan, Mulan II, Ralph Breaks the Internet - Mulan, Phineas and Ferb - Dr. Hirano, Star Wars: The Bad Batch - Fennec Shand
- Owen Wilson in Cars en Cars 2 en Cars 3 - Bliksem McQueen, Fantastic Mr. Fox - Coach Skip
- Ben Whishaw in Paddington en Paddington 2 - Paddington
- Reese Witherspoon in Monsters vs. Aliens - Susan Murphy / Ginormica, Sing en Sing 2 - Rosita
- Elijah Wood in Happy Feet en Happy Feet Two - Mumble, The Legend of Spyro - Spyro the Dragon, LEGO Dimensions - Frodo Baggins

## Nederlandstalige nasynchronisatie
Ook in Nederland en Vlaanderen lenen diverse acteurs hun stem. In het Nederlandse taalgebied zijn Nederlandse stemacteurs oververtegenwoordigd, doordat de Vlaamse omroepen soms, maar steeds minder, gebruikmaken van Nederlandse nasynchronisatiestudio's, waarvoor vooral uit Nederland afkomstige acteurs werken. Ook een aantal Vlaamse presentatoren wordt vaak gebruikt als stemacteur.
Bekende stemacteurs die nasynchronisatie inspreken zijn onder andere:
- Marjolein Algera
- René van Asten
- Bram Bart
- Louis van Beek
- Arnold Gelderman
- Tygo Gernandt
- Elaine Hakkaart
- Tanneke Hartzuiker
- Sander de Heer
- Lottie Hellingman
- Marloes van den Heuvel
- Bob van der Houven
- Marcel Jonker
- Edna Kalb
- Jeroen Kijk in de Vegte
- Erik de Zwart
- Marlies Somers